# Aemona tengtuna
Aemona tengtuna är en fjärilsart som beskrevs av Robert Christopher Tytler 1939. Aemona tengtuna ingår i släktet Aemona och familjen praktfjärilar. Inga underarter finns listade i Catalogue of Life.